# Hans Guido Mutke

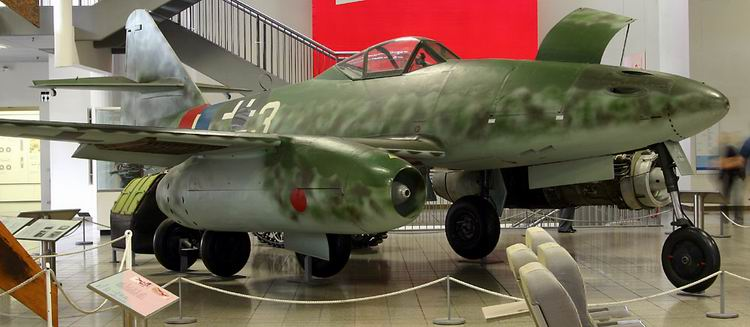
Zijn Messerschmitt Me 262A-1b 50071 in het Deutsches Museum

Hans Guido Mutke (Neisse, 25 maart 1921 - München, 8 april 2004) was een Duits gevechtspiloot tijdens de Tweede Wereldoorlog, die beweerde sneller dan het geluid gevlogen te hebben met zijn Messerschmitt Me 262-straaljager.

## De vlucht

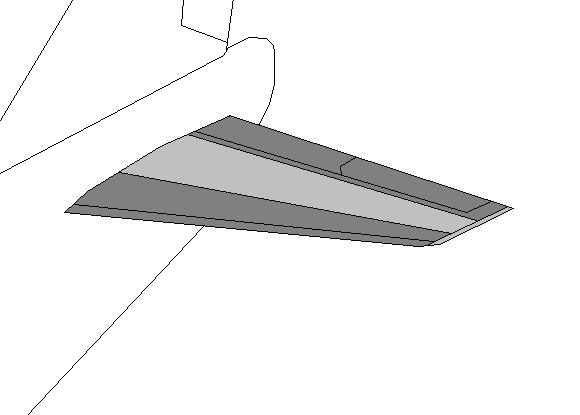
De Me 262 kon niet enkel het hoogteroer achteraan verstellen, maar ook het hele staartvlak.

Op 9 april 1945 steeg vaandrig Mutke van Lagerlechfeld op met zijn Messerschmitt Me 262-straaljager Weiße 3. Hij klom naar 12000 m hoogte bij helder weer en 100 km zicht. Zijn commandant Oberstleutnant Heinrich Bär meldde over de boordradio, dat hij een P-51 Mustang zag die een andere vlieger, Achammer, langs achter aanviel.
Mutke ging in een steile duikvlucht van 40° met volle gas van de twee straalmotoren om sneller te vliegen. Op een hoogte van 12000 m begon zijn Me 262 te trillen en heen en weer te schudden. Zijn snelheidsmeter zat vast tegen het maximum van 1100 km/h. Als maximale snelheid van de Me 262 gold 870 km/h. De geluidssnelheid bedraagt 1062 km/h op die hoogte, afhankelijk van de temperatuur. Het toestel schudde heftiger en Mutke verloor de controle. Hij trachtte de controle terug te krijgen door de hoek van het staartvlak aan te passen, een technisch snufje op de Me262. Moltke kreeg controle terug en nam gas terug. Daarna ging het vliegtuig opnieuw schudden. Na een lastige landing bleken nogal wat klinknagels te ontbreken en de vleugels waren verbogen.

## De verklaring

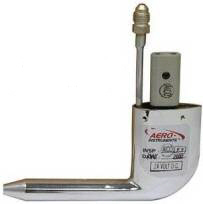
De pitotbuis van de snelheidsmeter gaf te hoge waarden aan door samendrukbaarheid

In die tijd kon Mutke het gedrag van zijn vliegtuig niet verklaren. Nadat hij hoorde van de supersone vlucht van Chuck Yeager in 1947 schreef hij de waargenomen verschijnselen toe aan een doorbreken van de geluidsbarrière.
In een reeks zorgvuldig gedocumenteerde testvluchten tijdens de Tweede Wereldoorlog door Messerschmitt bleek, dat de Me 262 in duikvlucht onstabiel werd bij machgetal 0,86 en dat bij hogere machgetallen de neus naar beneden dook zonder dat de piloot dit kon bijsturen. Testen na de oorlog door de Britten bevestigden dat de Messerschmitt nooit sneller ging dan mach 0,86.
Mutke beweerde, dat hij het naar beneden duiken van de neus kon bijsturen met de hoek van zijn staartvlak, dus niet enkel zijn hoogteroer. Dit is dezelfde techniek die ook Chuck Yeager toepaste op zijn Bell X-1. De waarneming van Mutke dat hij controle terugwon en dan weer verloor stemt overeen met latere beschrijvingen van supersone vluchten.
Samendrukbaarheid van lucht in de pitotbuis van de snelheidsmeter gaf te hoge snelheden aan. Amerikaanse F-86 Sabre en Bell X-1 gaven ook foute snelheden aan tussen mach 0,8 en mach 1.
Het is mogelijk, dat de schade die Mutke opliep het gevolg was van een supersone luchtstroom over de vleugels, terwijl het vliegtuig zelf trager vloog dan het geluid. Dergelijke effecten zijn ook beschreven bij propellervliegtuigen zoals de Supermarine Spitfire, P-38 Lightning en P-51 Mustang, die niet sneller konden vliegen dan mach 0,85.
Een computersimulatie van de Me 262 in 1999 uitgevoerd aan de Technische Universiteit te München, heeft aangetoond dat de Me 262 sneller dan het geluid kon vliegen. Het valt onmogelijk te achterhalen, hoe snel Mutke vloog en wat de geluidssnelheid op die plaats en tijd was.

## Zwitserland
Op 25 april 1945 landde Mutke te Dübendorf, in het neutrale Zwitserland met zijn Me262A-1c straaljager Weiße 3 van Staffel 9, Jagdgeschwader 7. Hij beweerde, dat hij tijdens een gevecht de oriëntatie verloren was en bij gebrek aan brandstof op Zwitserse bodem landde, maar het is mogelijk dat hij deserteerde. De Zwitsers hebben niet geprobeerd om met het vliegtuig te vliegen, sloegen het op in een hangar en gaven het op 30 augustus 1957 terug aan Duitsland.

## Argentinië
Mutke emigreerde naar Argentinië en vloog er met de Douglas DC-3 voor verschillende luchtvaartmaatschappijen. Hij keerde later terug naar Duitsland, waar hij geneeskunde studeerde. Hij stierf tijdens een operatie aan een hartklep. Hij schonk zijn lichaam aan de anatomist Gunther von Hagens ter plastinatie.